# Mahmoud Sami Nabi
 (août 2025).
Mahmoud Sami Nabi (en arabe : محمود سامي نابي), né le 16 avril 1975 à Monastir, est un universitaire et économiste tunisien. Il est professeur des universités à l’université de Carthage (LEGI-École polytechnique de Tunisie et FSEG Nabeul). Il occupe le poste de Conseiller économique du Fonds Arabe pour le Développement Economique et Social (FADES). Il a siégé à la Commission d'agréments de la Banque centrale de Tunisie en tant que membre indépendant de novembre 2016 à novembre 2019. Il a publié en 2019 un monographe intitulé Making the Tunisian Resurgence chez Palgrave MacMillan,.

## Biographie

### Parcours académique et professionnel
Après des études au lycée Fattouma Bourguiba de Monastir, il est reçu en  1993 à l'Institut préparatoire aux études scientifiques et techniques (IPEST) puis obtient un diplôme d’ingénieur de l’École Polytechnique de Tunisie (EPT) en 1998. Ensuite, il décroche un DEA de Modélisation Mathématiques en Économie de l’Université Panthéon-Sorbonne et un doctorat en économie (crises bancaires et développement économique) de la même université en 2004. En 2005, il rejoint l’Institut des Hautes Études Commerciales (IHEC) de Sousse en tant que Maître Assistant, et le laboratoire LEGI de l’EPT en tant que chercheur.  Il occupe le poste de vice-directeur, directeur des études et des stages de l’IHEC Sousse durant trois années universitaires de 2008 à 2011.
En juin 2011, il rejoint l’Institut de la Banque islamique de développement en tant qu'Économiste chercheur (juin 2011 à novembre 2013). Il y participe au lancement du rapport stratégique sur la Finance Islamique (en coopération avec Thomson Reuters et CIBAFI) dans les pays membres ; et contribue au rayonnement de son prix international ainsi que sa revue scientifique.
En 2014, il rejoint l’EPT en tant que Maître de conférences et chef du département d'économie de l'EPT (janvier 2014-juin 2016). Il y conduit la commission « gouvernance et qualité » qui a publié un rapport « Libérer le potentiel de l’EPT: l’Exigence d’une réforme» ayant bénéficié du soutien de plus de soixante universitaires, experts et professionnels,. En 2016, il a été promu au grade de Professeur des universités. En 2022, il a rejoint le FADES en tant que Conseiller économique.

### Engagement associatif
Mahmoud Sami Nabi est cofondateur et premier vice-président de l’Association des anciens de l’Ipest (ADAI) (1999-2000). Il a été vice-président de l’Association des Anciens de l’EPT (ADEPT) de 2010 à 2012. Il a également cofondé l’Association Scientifique de l’EPT (Pi) et était son premier vice-président (2015-2018).

## Publications

### Ouvrages
- Making the Tunisian resurgence, Palgrave MacMillan, 2019[10].
- Version arabe : لتشع تونس من جديد[11]

### Principaux rapports de consultation
Il a dirigé/participé à l’élaboration de plusieurs études et rapports stratégiques pour des organismes nationaux (Ministères, IACE, FTDES) et internationaux (Banque mondiale, Banque africaine de développement, Banque islamique de développement, UN-ESCWA, PNUD…).
- 2023: La problématique du financement de l'économie tunisienne.
- 2021: Contribution de la Banque Africaine de développement à la nouvelle stratégie de développement de la Tunisie.
- 2020 : Étude sur l'impact économique du COVID-19 en Tunisie[12].
- 2020: Diagnostic de L'Économie numérique de la Tunisie[13]
- 2016: La Tunisie en transformation : l'impératif digital[14]
- 2009: Chiffrer le coût social du chômage en Tunisie[15]